# Zastava ZK101
El Zastava ZK101 es un camión multiusos fabricado por parte de la firma Zastava Kamioni en Serbia, con base en el chasis y las motorizaciones que la Iveco ha cedido, como producto bajo licencia; del chasis Daily y del Iveco Trakker, pero incorporando un nuevo diseño en su chasis, cabinas y potencia motora, ya que sus funciones son muy dedicadas. Fue hecho en cooperación con la firma italiana de vehículos especializados Industria Veicoli Torino (IVT).

## Historia
En 1988, la IVT lanza al mercado el Zastava ZK 101, un camión con capacidad de carga de hasta 3,5 toneladas, de múltiples configuraciones; propulsado con un motor de la Iveco. 
El vehículo se nombra en honor de la firma Zastava de Yugoslavia, siendo producido en la planta de Zastava Kamioni, que era conocida por la resistencia y el alto rendimiento en los vehículos comerciales de las líneas Fiat Ducato y OM 40 salidos de sus líneas y probados en los últimos años antes de la guerra, ya que las dos empresas estuvieron muy involucradas en su concepción y desarrollo.
En 2001 se hace una actualización del diseño del ZK 101 por el estudio de diseño Garnero de Turín, ya conocido en Italia como el diseñador para China de toda la gama de Iveco Daily/Iveco Trakker para la sociedad chino-italiana Naveco, una joint-venture entre la China e Italia con sede en Nankín, surgido de la inversión en capitales y plantas entre la Iveco y la Nanjing Automobile.
En 2003 lanzó su primer modelo actualizado: el ZK R1, y en 2005 se le unieron otras tres versiones, el ZK Trakker, con capacidad de tiro de hasta 60 toneladas y la máquina ZK Practitioner, que porta maquinaria especializada y con la misma capacidad de carga que el anterior, hechos con base en el chasis del Iveco Trakker.
Posterior a la declaración de quiebra en 2008 de la I.V.T. S.p.A., la Zastava Kamioni continúa hasta la fecha con su producción, en bajas cifras.

## Características
Sus motores son de tipo turbodiésel, tanto provenientes de la firma Cummins, como de procedencia Iveco. Están diseñados para cumplir con las normas sobre emisiones europeas del estándar Euro 3, siendo de cuatro tiempos convencionales, y cuentan tanto con sistema de inyección de combustible directa como con sistema de inyección multipunto. 
Los bloques que le propulsan le erogan potencias desde 103 kilovatios (138 HP) en su configuración de fábrica, hasta de 250 caballos (186 kW) en su versión más equipada (máquina de bomberos). Las cilindradas de los bloque van desde los 3,5 hasta los 15 litros, y sus capacidades de carga van desde los 35 000 kilogramos (77 162 lb) hasta los 60 000 kilogramos (132 277 lb), y pueden verse en presentaciones tales como chasis carrozable, y desde este como máquina de bomberos, camión de carga, cabezote, grúa, entre otros.